# Laura Peveri
Laura Peveri (ur. 15 lipca 2001 w Cremonie) – włoska łyżwiarka szybka, dwukrotna medalistka mistrzostw świata juniorów.

## Kariera
Na mistrzostwach świata juniorów w Baselga di Pinè w 2019 zdobyła złoty medal w biegu masowym. W tej samej konkurencji zajęła drugie miejsce na mistrzostwach świata juniorów w Tomaszowie Mazowieckim rok później. 
Podczas mistrzostw świata na dystansach w Heerenveen w 2023 i mistrzostw świata na dystansach w Calgary w 2024 zajmowała piąte miejsce w starcie masowym.
W sezonie 2022/2023 Pucharu Świata zajęła trzecie miejsce w klasyfikacji końcowej startu masowego.